# 埃帕讷
埃帕讷（法語：Épannes，法語發音：[epan]）是法国德塞夫勒省的一个市镇，属于尼奥尔区。

## 地理
埃帕讷（46°13'50"N, 0°35'2"W）面积8.01 平方千米，位于法国新阿基坦大区德塞夫勒省，该省份为法国西部内陆省份，北起曼恩-卢瓦尔省，西接旺代省，南至夏朗德省和滨海夏朗德省，东临维埃纳省。
与埃帕讷接壤的市镇（或旧市镇、城区）包括：阿米雷、勒布尔代、弗龙特奈罗昂罗昂、普兰-代朗松、拉罗谢纳尔。

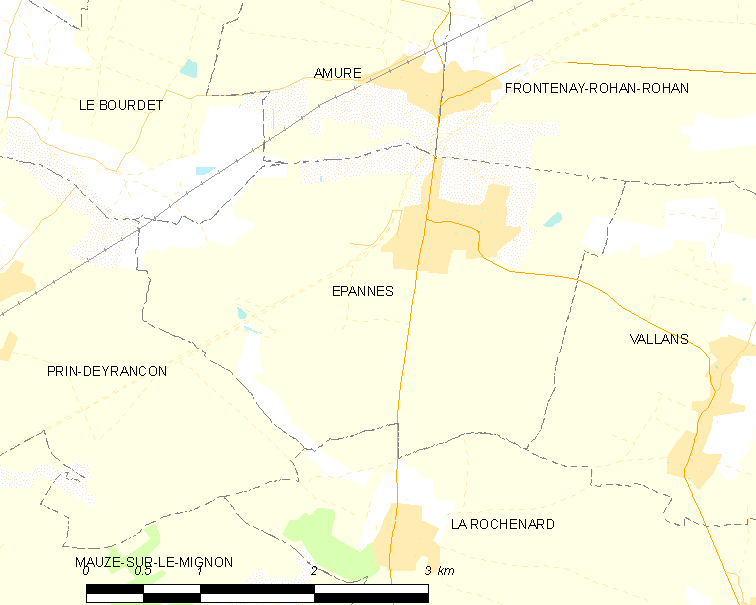
埃帕讷的OSM定位图

埃帕讷的时区为UTC+01:00、UTC+02:00（夏令时）。

## 行政
埃帕讷的邮政编码为79270，INSEE市镇编码为79112。

## 政治
埃帕讷所属的省级选区为弗龙特奈罗昂罗昂县。

## 人口

1962-2008年间埃帕讷人口变化图示

埃帕讷于2022年1月1日时的人口数量为851人。